# Quách Công Lịch
Quách Công Lịch (sinh ngày 27 tháng 8 năm 1993 tại Thanh Hóa) là một vận động viên điền kinh Việt Nam. Sở trường của anh là chạy 400m và 400m vượt rào.

## Tiểu sử và sự nghiệp

### Trước khi nổi tiếng: Tiểu sử, thuở niên thiếu
Quách Công Lịch sinh ngày 27 tháng 8 năm 1993 tại Thanh Hóa. Anh sinh ra trong một gia đình có cả bố lẫn mẹ đều là người Mường. Anh có một người em gái là vận động viên điền kinh nổi tiếng Quách Thị Lan. Trước khi là sinh viên Đại học Bắc Kinh (Trung Quốc), anh từng là học sinh trường THPT tỉnh Thanh Hóa.
Anh chia sẻ rằng từ nhỏ đã vô cùng đam mê môn điền kinh và luôn mơ ước trở thành một vận động viên điền kinh.

### 2010 - 2012: Sự nghiệp ban đầu
Năm 2010, ở tuổi 17 tuổi, Quách Công Lịch bắt đầu huấn luyện thể lực, kỹ thuật chạy để thi đấu với các trường trung học trong tỉnh.
Anh từng tham gia nội dung nhảy cao tại giải vô địch điền kinh trẻ quốc gia 2011.
Anh giành huy chương vàng đầu tiên tại giải vô địch quốc gia điền kinh năm 2012.

### 2013 - nay: Tham gia nhiều cuộc thi quốc tế và nhận nhiều thành tích
Năm 2013, anh tham gia giải vô địch điền kinh Malaysia ở cả ba chặng của cuộc đua và đem về 1 huy chương bạc nội dung 400m nam.
Anh dành 2 huy chương bạc ở nội dung 400m và 400m vượt rào tại Đại hội Thể thao Đông Nam Á 2015. 

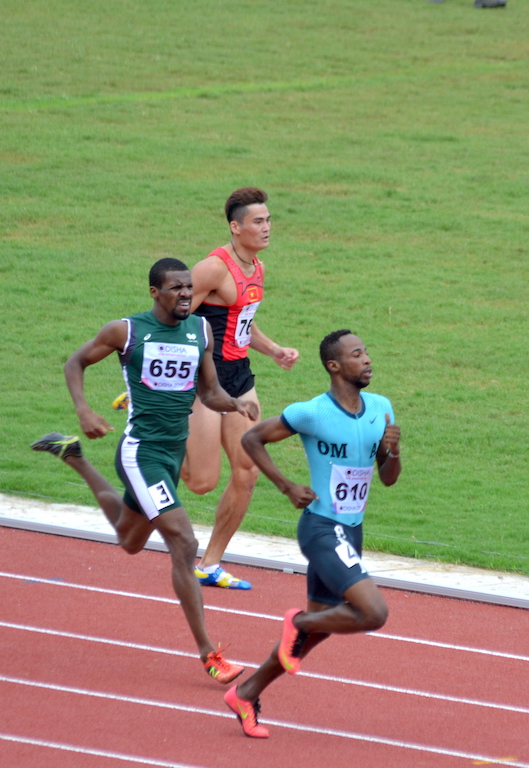
Quách Công Lịch (ở giữa) năm 2017 tại Giải vô địch điền kinh châu Á

Năm 2017, anh giành huy 1 chương vàng cho điền kinh Việt Nam tại chặng 2 giải Asian Grand Prix và 2 huy chương bạc ở chặng 1, chặng 3. Anh tiếp tục nhận được huy chương bạc ở nội dung 400m vượt rào và huy chương đồng ở nội dung 400m tại Đại hội Thể thao Đông Nam Á 2017. Anh từng tham gia Giải vô địch điền kinh châu Á nhưng không đạt giải.
Năm 2019, tại Đại hội Thể thao Đông Nam Á 2019, anh nhận được huy chương đồng ở nội dung 400m vượt rào. Anh cùng đồng đội mang về tấm huy chương vàng đầu tiên trong lịch sử ở hạng mục 4×400m nam cho Việt Nam.
Hiện tại, Công Lịch được huấn luyện tại Trung tân Huấn luyện Thể thao Quốc gia Hà Nội bởi người thầy Vũ Ngọc Lợi.

## Đời tư

Quách Thị Lan - em gái Quách Công Lịch

Quách Công Lịch là anh trai ruột của Quách Thị Lan. Công Lịch đã lập gia đình,  anh từng chia sẻ về hoàn cảnh khó khăn của mình khi lương của vận động viên quá thấp.

## Thành tích

### Giải đấu cấp quốc gia

#### Giải vô địch điền kinh trẻ quốc gia
- Năm 2011: Nhảy cao nam:
- Năm 2012: 400m nam:

#### Giải vô địch điền kinh quốc gia
- Năm 2011: 400m nam:
- Năm 2012: 400m nam:
- Năm 2016: 400m nam:
- Năm 2016: 4×400m nam:
- Năm 2016: 4×200m nam:
- Năm 2016: 400m vượt rào nam:
- Năm 2019: 400m vượt rào nam:

#### Giải vô địch điền kinh quốc gia Malaysia mở rộng
- Năm 2013: 400m nam:

### Giải đấu cấp khu vực

#### Đại hội Thể thao Đông Nam Á
- Năm 2015: 400m vượt rào nam:
- Năm 2015: 400m nam:
- Năm 2015: 4×400m nam:
- Năm 2017: 400m vượt rào nam:
- Năm 2017: 400m nam:
- Năm 2017: 4×400m nam:
- Năm 2019: 400m vượt rào nam:
- Năm 2019: 4×400m nam:

### Giải đấu cấp châu lục

#### Giải Grand Prix châu Á
- Năm 2017: 400m nam (chặng 1):
- Năm 2017: 400m nam (chặng 2):
- Năm 2017: 400m nam (chặng 3):